# Джар-Коргон
Джар-Коргон (кирг. Жар-Коргон) — село в Ноокатском районе Ошской области Кыргызстана. Входит в состав Исановского айылного аймака.

## География
Село расположено в западной части области, на правом берегу реки Косчан, на расстоянии приблизительно 13 километров (по прямой) к востоко-юго-востоку от города Ноокат, административного центра района. Абсолютная высота — 1515 метров над уровнем моря.

## Население
Согласно оценочным данным Национального статистического комитета Кыргызской Республики, численность населения села на начало 2023 года составляла 4348 человек.
| год     | 2009 | 2014 | 2015 | 2020 | 2021 | 2023 |
| ------- | ---- | ---- | ---- | ---- | ---- | ---- |
| человек | 3360 | 3713 | 3774 | 4201 | 4336 | 4348 |